# 2e Infanteriedivisie (Wehrmacht)
De Duitse 2e Infanteriedivisie (Duits: 2. Infanterie-Division) was een Duitse infanteriedivisie tijdens de Tweede Wereldoorlog. De in 1934 opgerichte divisie werd tijdens de oorlog op meerdere plaatsen ingezet.

## Naamswijzigingen en inzet
De divisie werd in oktober 1934 opgericht als de Artillerieführer II. Een jaar later, op 15 oktober 1935, werd de divisie omgedoopt tot de 2e Infanteriedivisie. Deze naam behield het twee jaar, waarna de naam opnieuw werd veranderd. Ditmaal kreeg de divisie als toevoeging een gemotoriseerde eenheid. De officiële naam luidde op dat moment 'Gemotoriseerde 2e infanteriedivisie'.
De divisie werd bij de invasie van Polen ingezet, als onderdeel van het 19e Korps, onder leiding van Heinz Guderian. Allereerst moest de divisie via de Poolse Corridor oprukken naar Oost-Pruisen. Toen het die doelstelling had bereikt, moest de divisie de aanval op Brest ondersteunen. Toen de strijd in het oosten was beslist, werd de divisie in 1940 overgeplaatst naar het westen. Daar nam het deel aan de slag om Frankrijk.
In oktober 1940 werd de gehele divisie gereorganiseerd en kreeg het een pantserafdeling erbij. Na de reorganisatie werd de naam veranderd in 12. Panzer Division. Na de reorganisatie werd de divisie weer teruggeplaatst in het oosten, waar het deelnam aan operatie Barbarossa. De divisie kwam onder andere bij de grote aanvallen op Minsk en Smolensk in actie. De divisie moest ook na operatie Barbarossa aan het oostfront blijven, waar het onder meer deelnam aan de slag om Koersk. Aan het eind van de oorlog gaf de divisie zich over in de zak van Koerland.

## Commandanten

### 2e Infanteriedivisie
| Rang            | Naam          | Begin          | Eind                         | Opmerking |
| --------------- | ------------- | -------------- | ---------------------------- | --------- |
| Generalleutnant | Hubert Gereke | 1 oktober 1934 | 31 maart 1937 - 1 april 1937 |           |
| Generalleutnant | Paul Bader    | 1 april 1937   | 4 oktober 1940               |           |
| Generalmajor    | Josef Harpe   | 5 oktober 1940 | 10 januari 1941              |           |

### 12. Panzer Division
| Rang            | Naam                 | Begin           | Eind            | Opmerking |
| --------------- | -------------------- | --------------- | --------------- | --------- |
| Generalmajor    | Josef Harpe          | 5 oktober 1940  | 15 januari 1942 |           |
| Generalleutnant | Walter Wessel        | 15 januari 1942 | 1 maart 1943    |           |
| Generalleutnant | Erpo von Bodenhausen | 1 maart 1943    | 20 april 1943   |           |
| Generalmajor    | Gerhard Müller       | 28 mei 1944     | 16 juli 1944    |           |
| Generalleutnant | Erpo von Bodenhausen | 16 juli 1944    | 12 april 1945   |           |
| Oberst          | Horst von Usedom     | 12 april 1945   | 8 mei 1945      |           |